# شركات صغيرة ومتوسطة

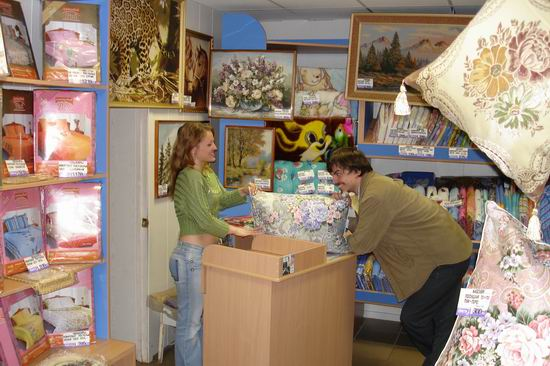

الشركات الصغيرة والمتوسطة (SMEs) أو الأعمال الصغيرة والمتوسطة (SMBs)، وهي شركات لا تتجاوز فيها الإيرادات، قيمة الأصول أو عدد الموظفين حدوداً معينة. يختلف تعريف الشركات الصغيرة والمتوسطة من بلد لآخر ومن منظمة اقتصادية لأخرى.

## التعريفات حول العالم

### آسيا

#### سوريا
يختلف تعريف الشركات المتوسطة والصغيرة في سوريا بحساب القطاع الذي تعمل فيه الشركة، ولكن وسطياً يتراوح عدد العمال في الشركة الصغيرة بين 6 إلى 100 عامل، ومبيعاتها السنوية أو قيمة أصولها بين 5 إلى 100 مليون ليرة سورية، بينما في الشركة ال يتراوح عدد العمال بين 11 و150، والمبيعات السنوية أو قيمة الأصول بين 25 و300 مليون ليرة سورية.

### أمريكا الشمالية

#### الولايات المتحدة الأمريكية
في الولايات المتحدة الأمريكية، لا يوجد تصنيف للأعمال المتوسطة في دائرة الإيرادات الداخلية، بل تقوم بتقسيم الأعمال إلى فئتين رئيسيتين: الموظفون الذاتيون والأعمال الصغيرة وهم من لا تتجاوز قيمة أصولهم 10 مليون دولار، والأعمال المتوسطة إلى الكبيرة وهي الأعمال التي تكون قيمة أصولها أكبر من 10 ملايين دولار.

## الأهمية الاقتصادية
تلعب الأعمال الصغيرة والمتوسطة دوراً اقتصادياً هاماً، فهي تشكل تقريباً 90% من الشركات حول العالم.

### أمريكا الشمالية

#### الولايات المتحدة الأمريكية
تشكل الأعمال الصغيرة ما نسبته 99.7% من الأعمال في الولايات المتحدة، ونسبة العاملين فيها هي 48% من كامل القوى العاملة.